# 库沃德韦纳韦恩特
库沃德韦纳韦恩特，是西班牙卡斯蒂利亚-莱昂萨莫拉省的一个市镇。 总面积31平方公里，总人口175人（2001年），人口密度6人/平方公里。